# Route nationale 70 (France)
Pour les articles homonymes, voir Route nationale 70.
La route nationale 70, ou RN 70, est une route nationale française ayant connu deux itinéraires différents. À l'heure actuelle, elle relie Paray-le-Monial à Montchanin. Elle fait partie de la route européenne 607 et constitue une section de la Route Centre-Europe Atlantique.

## Tracé actuel: de Paray-le-Monial à Montchanin
Les communes traversées sont :
- Paray-le-Monial (km 0)
- Perrecy-les-Forges (km 21)
- Montceau-les-Mines (km 35)
- Montchanin (km 48)

### Sorties
- Échangeur entre RN 79 et RN 70
- Intersection avec la RD 25
- Aire de repos des Chèvres (dans les deux sens)
- D 92 : Palinges, Gueugnon
- D 985 : Génelard, Charolles, Perrecy-les-Forges, Gueugnon
- D 60 : Ciry-le-Noble, Perrecy-les-Forges, Gueugnon, Bourbon-Lancy
- Aire de repos
- : Ciry-le-Noble
- Aire de repos de Coire (sens  Chalon-sur-Saône - Montluçon)
- D 230 : Ciry-le-Noble, Sanvignes-les-Mines
- D 235 : Saint-Vallier, Sanvignes-les-Mines
- D 119 : Montceau-les-Mines, Sanvignes-les-Mines
- Aire de service des Tuileries (sens Montluçon - Chalon-sur-Saône)
- Aire de service des Mines (sens Chalon-sur-Saône - Montluçon)
- D 57 : Montceau-les-Mines, Saint-Berain-sous-Sanvignes, Toulon-sur-Arroux
- : Montceau-les-Mines, Blanzy
- D 980 : Blanzy, Montceau-les-Mines, Cluny, Montcenis
- : Blanzy, Usine Michelin
- D 102 : Saint-Eusèbe, Les Bizots, Toulon-sur-Arroux
- D 28 : Montchanin
- Carrefour giratoire entre N70 et N 80

## Ancien tracé

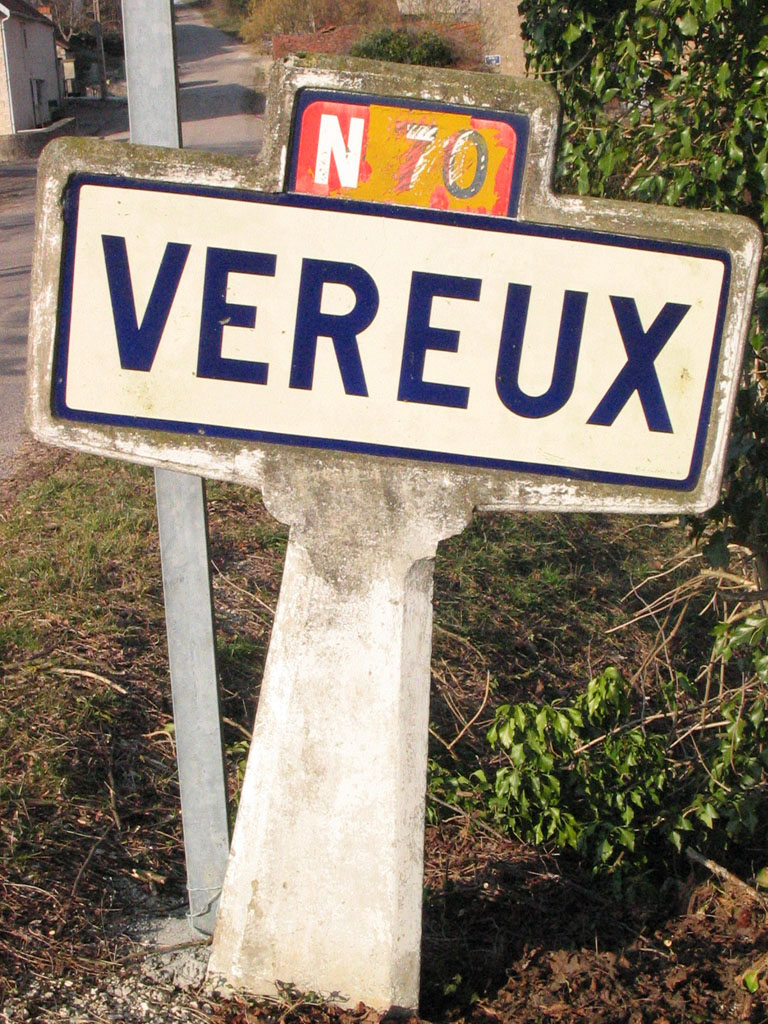
Panneau Michelin d'entrée de Vereux.

Autrefois (avant les déclassements de 1972), la route nationale 70 se détachait de la route nationale 6 à une trentaine de kilomètres à l'est d'Avallon, puis traversait Précy-sous-Thil pour aller jusqu'à Vitteaux. Là, elle se confondait avec la route nationale 5 de l'époque (aujourd'hui déclassée en D905) jusqu'à Dijon, où elle s'en séparait pour desservir Gray, avant de rejoindre la route nationale 19 à Combeaufontaine, à une vingtaine de kilomètres à l'ouest de Vesoul. Aujourd'hui, cette route est déclassée et porte le numéro D70.

### Ancien tracé de Vernon à Vitteaux (D 70)
- Vernon
- Précy-sous-Thil
- Marcigny-sous-Thil
- Vitteaux

Elle se confondait ensuite avec la RN5 (actuelle RD905) jusqu'à Dijon.

### Ancien tracé de Dijon à Gray (D 70)
- Varois-et-Chaignot
- Arc-sur-Tille
- Magny-Saint-Médard
- Mirebeau-sur-Bèze
- Renève
- Essertenne
- Mantoche
- Gray

### Ancien tracé de Gray à Combeaufontaine (D 70)
- Arc-lès-Gray
- Montureux
- Vereux
- Dampierre-sur-Salon
- Vaite
- Membrey
- Lavoncourt
- Vauconcourt
- Combeaufontaine

Cette route dont la moitié du parcours se situe dans la Haute-Saône portait le même numéro que le département : 70.

## Avenir de la RN 70
La mise à 2 × 2 voies de la Route Centre-Europe Atlantique, dont fait partie l'actuelle RN 70, s'inscrit dans le cadre national du schéma directeur routier national de 1992 qui prévoit l'ouverture vers la façade atlantique et l'Allemagne ou la Suisse. Le projet d'aménagement de la liaison entre les autoroutes A71 et A6 en voie express, assurée dans l'Allier par les routes nationales 145, 1079 et par l'autoroute A79 dans le département de l'Allier et les RN 79, 70 et 80 en Saône-et-Loire, est classé grande liaison d'aménagement du territoire par le schéma directeur routier national de 1992. Le financement de cet axe est retenu par le comité interministériel d'aménagement du territoire qui s'est tenu le 12 juillet 1993 à Mende. Deux décisions ministérielles de 1993 approuvent le projet de mise à 2 × 2 voies. En ce qui concerne la route nationale 70, l'aménagement est déclaré d'utilité publique par le décret du 31 mars 1996.
Les opérations de sécurisation de la RCEA entre Paray-le-Monial et Ciry-le-Noble ont été inscrites au plan de modernisation des itinéraires de la région Bourgogne pour un montant de 2,5 millions d'euros.
Actuellement, cette route est une voie express à caractéristiques réduites (2 voies, et la déviation de Montceau-les-Mines bien qu'en 2 x 2 voies n'est pas aux normes).
Il est prévu que l'intégralité de l'axe soit aménagé en 2 x 2 voies sur fonds publics à l'horizon 2024. Cette route restera donc gratuite.
Les travaux sections par sections :
| Point Km    | Section courante                                                 | Statut - 02/2017                     | Mise en service en 2x2 voies                        |
| ----------- | ---------------------------------------------------------------- | ------------------------------------ | --------------------------------------------------- |
| 5.0 à 9.7   | Paray / St-Aubin-en-Charollais (N79 <> D25)                      | Aux normes 2x2 voies                 | actuellement en service                             |
| 9.7 à 15.1  | St-Aubin-en-Charollais / Palinges (D25 <> D92)                   | Section bidirectionnelle (2x1 voies) | prévue pour cet été 2024 (travaux presque terminés) |
| 15.1 à 20.0 | Palinges / Génelard (D92 <> D985)                                | Aux normes 2x2 voies                 | actuellement en service                             |
| 20.0 à 25.2 | Génelard / Ciry (D985 <> D230)                                   | Section bidirectionnelle (2x1 voies) | Prévue pour octobre 2024 (travaux presque terminés) |
| 25.2 à 36.5 | Ciry / Montceau-les-Mines (D230 <> Echangeur Montceau Alouettes) | 2x2 voies sans BAU                   | Mise aux normes déprogrammée                        |
| 36.5 à 40.2 | Blanzy (Echangeur Montceau Alouettes <> la Fiole D601)           | Section bidirectionnelle (2x1 voies) | Prévue en octobre 2025 (travaux en cours)           |
| 40.2 à 45.7 | Blanzy / Pont des Morands (D601 <> D102)                         | Aux normes 2x2 voies                 | actuellement en service                             |
| 45.7 à 49.4 | Pont des Morands / Montchanin (D102 <> Rond-Point J. Rose N80)   | Aux normes 2x2 voies                 | actuellement en service                             |
| 49.4        | Rond-point Jeanne Rose                                           | Giratoire                            | Dénivellation déprogrammée                          |

- À la suite de la mise en service de la déviation de Paray-le-Monial au début des années 2000, la nationale 70 débute au PK 4.5 (le début du tracé ayant été absorbé par la N79)
- En 2015, seule la traversée de Montceau-les-Mines était en 2x2 voies (créneau de 11 km)
- Fin 2018, les 2/3 du tracé seront en 2x2 voies (30 km sur un total de 45 km)